# ГАЕС Роккі-Маунтін
ГАЕС Роккі-Маунтін — гідроакумулювальна електростанція у штаті Джорджія (Сполучені Штати Америки).
Нижній резервуар створили на річці Хелс-Крік, правій притоці Armuchee Creek, котра в свою чергу є правою притокою річки Oostanaula (права твірна Куси — правого витоку річки Алабама, яка дренує південне завершення Аппалачів та впадає до бухти Мобіл-Бей на узбережжі Мексиканської затоки). В межах проекту долину Хелс-Крік перекрили греблею висотою 37 метрів та довжиною 274 метри, котра виконана переважно як кам'яно-накидна/земляна споруда, але також включає бетонну водопропускну секцію. Крім того, для закриття сідловин знадобились дві насипні дамби. Разом вони утримують резервуар з площею поверхні 2,4 км2 та об'ємом 23,2 млн м3.
Для поповнення ресурсу під час посушливого сезону створили два допоміжні сховища на лівих притоках Хелс-Крік (одна впадає нижче за основну греблю, а друга просто до нижнього резервуару). Перше утримується за допомогою греблі та трьох дамб і має площу поверхні 1,6 км2, тоді як друге створене за допомогою однієї греблі і має площу 0,8 км2. Разом ці допоміжні водойми додають об'єм у 7,2 млн м3.
Верхній резервуар створили над долиною Хелс-Крік у витоку струмка Роккі-Маунтін-Крік (ліва притока Лавендер-Крік, котрий так само впадає праворуч до Armuchee Creek). Ця водойма оточена кільцевою кам'яно-накидною/земляною греблею висотою 37 метрів та довжиною 1198 метрів і має площу поверхні 0,89 км2 при об'ємі 13,1 млн м3. Заповнення верхнього резервуару потребує 7,2 години роботи станції у насосному режимі.
Через тунель та напірний водовід довжиною 0,8 км ресурс подається до машинного залу, де встановлені три оборотні турбіни типу Френсіс. Первісно вони мали потужність по 22 МВт, а після завершеної у 2016 році модернізації досягли показника у 345 МВт. Це обладнання працює при напорі до 210 метрів.
Будівництво станції почалось у 1978-му, проте було заморожене з 1984 по 1989 роки. Введення ГАЕС в експлуатацію припало на 1995 рік.